# Ривас, Рафаэль Анхель
Рафаэль Анхель Ривас Дугарте (исп. Rafael Ángel Rivas Dugarte; род. 1941, Мерида) — венесуэльский литературовед и библиограф.
Сын Хосе Рафаэля Риваса (1902—1982), основателя духового оркестра Мериды и хора Андского университета, брат пианиста и дирижёра Амилькара Риваса и родственник ряда других музыкантов; сам в юности играл на фортепиано, флейте и аккордеоне.
Окончил Андский университет (1968, бакалавриат) и Техасский университет в Остине (1972, магистратура). В 1973—1994 гг. преподавал в Каракасском педагогическом институте, в 1979—1986 и 1999—2001 гг. возглавлял информационно-библиографический отдел Центра латиноамериканских исследований имени Ромуло Гальегоса.
С 1991 года ответственный секретарь редколлегии Полного собрания сочинений Марио Брисеньо-Ирагорри (вышло 23 тома, 24-й и 25-й готовятся). Опубликовал справочно-библиографические издания «Библиография литературы по пластическим искусствам в Венесуэле» (исп. Bibliografía sobre las artes plásticas en Venezuela; 1988), «Кто пишет в Венесуэле. Краткий словарь венесуэльских писателей, 1900—2003» (исп. Quienes escriben en Venezuela. Diccionario abreviado de escritores venezolanos (1900-2003); 2004, дополненное издание 2014 в соавторстве с Глэдис Гарсиа Риера), «Лингвистические исследования в Венесуэле. Книги и периодика» (исп. Los estudios lingüísticos en Venezuela. Bibliohemerografía; 2013), «Языки коренных народов Венесуэлы. Источники для исследования» (исп. Las lenguas indígeneas en Venezuela. Fuentes para su estudio; 2014), ряд работ по отдельным авторам.
Действительный член Венесуэльской академии языка, член-корреспондент Королевской академии испанского языка и Академии Мериды.